# Карагандинская агломерация
Карагандинская агломерация (каз. Қарағанды агломерациясы;) — одна из крупнейших городских агломераций Республики Казахстан. В документах территориального планирования, разрабатываемых в Казахстане, их авторы избегают термина «Карагандинская агломерация» используя понятие «Карагандинская агломерационная система населённых мест». В 1981 году Карагандинская агломерация характеризовалась как «самая крупная агломерация» Казахстана.

## Общие сведения
Карагандинская агломерация сформировалась в советский период. По данным 1988 года, наряду с Алма-Атинской, Николаевско-Херсонской и Кишиневской агломерациями, классифицировалась учеными как «слаборазвитая». В Казахской ССР Карагандинская агломерация занимала второе место после Алма-Атинской. Агломерация по праву считается полицентрической, так как состоит из двух городов-ядер Караганда и Темиртау, при этом для неё не характерна конурбация.
В Карагандинскую агломерацию входят все населенные пункты в радиусе 100 км от центра ядра агломерации — города «Караганда», либо в часе езды от центра ядра агломерации. Основным ядром агломерации является город Караганда с населением 496701 человек, в городе Темиртау проживает 186 148 человек. В состав агломерации также входят города Сарань (52 009 человек), Шахтинск (57 074 человек) и Абай (28 232 человек).

## География

### Географическое положение
Карагандинская агломерация находится в Центральном Казахстане на территории Казахского мелкосопочника.
Координаты ядра агломерации — города Караганды — 49,8° с. ш.,73,1° в. д.

### Климат
Климат на территории агломерации в среднем однородный и соответствует Карагандинскому: резко континентальный с суровыми зимами, умеренно жарким летом и небольшим годовым количеством осадков. Летом за городом выгорает растительность, а зимой нередки метели и бураны, хотя зимы относительно малоснежные.
- Среднегодовая температура — +3,6 °C
- Среднегодовые осадки — 332 мм.
- Среднегодовая влажность воздуха — 65 %.
- Среднегодовая скорость ветра — 3,8 м/c.

| Показатель                    | Янв.  | Фев.  | Март  | Апр. | Май  | Июнь | Июль | Авг. | Сен. | Окт.  | Нояб. | Дек.  | Год   |
| ----------------------------- | ----- | ----- | ----- | ---- | ---- | ---- | ---- | ---- | ---- | ----- | ----- | ----- | ----- |
| Абсолютный максимум, °C       | 6,2   | 6     | 22,1  | 30,6 | 35,6 | 39,1 | 39,6 | 40,2 | 37,4 | 27,6  | 18,9  | 11,5  | 40,2  |
| Средний суточный максимум, °C | −8,7  | −7,7  | −1,4  | 12   | 20,1 | 25,6 | 26,8 | 25,4 | 19,2 | 10,5  | −0,2  | −6,8  | 9,6   |
| Средняя температура, °C       | −12,9 | −12,7 | −6,2  | 5,6  | 13,3 | 18,9 | 20,4 | 18,6 | 12,2 | 4,4   | −4,8  | −11   | 3,8   |
| Средний суточный минимум, °C  | −17,1 | −17,2 | −10,4 | 0,1  | 6,9  | 12,3 | 14,3 | 12,3 | 6,1  | −0,3  | −8,6  | −15,1 | −1,4  |
| Абсолютный минимум, °C        | −41,7 | −41   | −34,7 | −24  | −9,5 | −2,3 | 1,7  | −0,8 | −7,4 | −19,3 | −38   | −42,9 | −42,9 |
| Норма осадков, мм             | 21    | 19    | 18    | 22   | 36   | 36   | 41   | 28   | 22   | 35    | 27    | 22    | 332   |
| Источник: «Погода и климат»   |       |       |       |      |      |      |      |      |      |       |       |       |       |

### Водные ресурсы
Важнейшими объектами гидрографии на территории агломерации являются:
Реки — Нура (протекает возле Темиртау), Шерубай-Нура (приток Нуры, протекает возле Топара), Букпа и малая Букпа (берут начало в Караганде), Сокур (приток Нуры, проходит между Абаем и Дубовкой, возле Сарани) и другие более мелкие. Все являются пересыхающими (кроме Нуры и Шерубай-Нуры) и несудоходными, так как мелководны.
Кроме того в Караганде заканчивается канал Иртыш-Караганда.
Водохранилища — Самаркандское (находится на Нуре, возле Темиртау), Шерубайнуринское (также называемое Топарским) и Жартасское (оба находятся на Шерубай-Нуре, возле Топара), Саранское (в районе РТИ), Федоровское (на малой Букпе, на Юге Караганды), а также озеро в Центральном парке Караганды — излюбленное место отдыха жителей как самого города, так и его спутников, образованное на Букпе.

### Минеральные ресурсы
Основным богатством Караганды и её окрестностей является уголь. Карагандинский угольный бассейн — один из крупнейших в мире угольных бассейнов. По запасам угля занимал третье место в СССР после Кузбасса и Донбасса. Но благодаря сравнительно мелкому залеганию угольных пластов и большой их мощности, а также высокому техническому уровню угледобычи стоимость карагандинских углей была ниже стоимости углей других бассейнов страны. Основные центры добычи — города Караганда, Сарань, Абай, Шахтинск.
Карагандинский угольный бассейн представляет собой асимметричный синклинорий, вытянутый в широтном направлении; северное крыло пологое (10—30°), южное — крутое (до опрокинутого). Много разрывов, продольных и поперечных к общему направлению складок. Формирование геологической структуры бассейна связано в основном с герцинской складчатостью. Важную роль в создании современной структуры сыграли киммерийские движения, выразившиеся в крупных широтных надвигах (взбросах) палеозойских пород на юрские отложения вдоль южной окраины бассейна.
Каменные угли бассейна приурочены к нижнему карбону. Отложения карбона характеризуются промышленной угленосностью в четырёх свитах — ашлярикской, карагандинской, долинской и тентекской. Вмещающие породы сложены песчаниками, аргиллитами и алевролитами. Угленосность юрских отложений связана с образовавшимися в континентальных условиях озёрными осадками.

## Население
| акимат (городской, районный) Дополнительные нас. пункты | Население 1-07-2020 |
| ------------------------------------------------------- | ------------------- |
| Караганда г.а.                                          | 499 340             |
| Темиртау г.а.                                           | 186 073             |
| Абайский район                                          | 58 917              |
| Шахтинск г.а.                                           | 56 945              |
| Бухар-Жырауский район                                   | 56 795              |
| Сарань г.а.                                             | 51 973              |
| Уштобе (посёлок) 2009                                   | 3 519               |
| Доскей (посёлок) 2009                                   | 4 027               |
| Көкпекті (посёлок) 2009                                 | 2 822               |
| Новоузенка (посёлок) 2009                               | 1 625               |
| Самарканд (посёлок) 2009                                | 1 904               |
| Итого                                                   | 923 940             |

Таким образом, Карагандинская агломерация, которая в советское время была агломерацией-миллионером, в настоящее время является субмиллионной (при полумиллионном населении самой Караганды).
| Город (посёлок)    | Население 1-07-2020 |
| ------------------ | ------------------- |
| г. Караганда       | 499 164             |
| г. Темиртау        | 179 233             |
| г. Сарань          | 42 942              |
| г. Шахтинск        | 37 381              |
| г. Абай            | 28 823              |
| пос. Актас         | 9 031               |
| пос. Шахан         | 8 559               |
| пос. Актау         | 6 840               |
| пос. Новодолинский | 6 287               |
| пос. Ботакара      | 5 294               |
| пос. Долинка       | 4 718               |
| Итого              | 828 272             |

В составе населения агломерации лишь 87 065 сельских жителей или 9,57 % населения всей агломерации, при этом следует учитывать, что статистически в качестве сельского населения учтён ряд посёлков, которые в советское время относились к посёлкам городского типа:
- Карабас
- Топар
- Южный
- Кушокы
- Габидена Мустафина

## Транспорт
Населенные пункты агломерации связаны между собой сетью автобусных маршрутов. Наиболее важными из них являются следующие:
107: Караганда — Темиртау
121: Караганда — Шахтинск (через Актас)
122: Караганда — Абай — Топар (через Актас)
127: Караганда — Сарань — Шахан
146: Автовокзал Майкудук — Абай (через Юго-Восток)
165: Караганда — Сарань
Также важную роль играют:
100: Темиртау — Автовокзал Майкудук (через Пришахтинск)
144: Караганда — Габидена Мустафина
283: Темиртау — Актау
204: Абай — Сарань
205: Абай — Шахтинск
225: Шахтинск — Новодолинский
227: Шахтинск — Шахан
229: Шахтинск — Топар
41: Актас — Уштобе
Кроме автобусов есть несколько пригородных электропоездов:
- Темиртау — Калагир
- Темиртау — Акадыр
- Караганда — Шокай

Авиационное сообщение осуществляется с карагандинского аэропорта Сарыарка.